# Dmitrij Kuzeljev
Dmitrij Leonidovič Kuzeljev (rusko Дмитрий Леонидович Кузелев), ruski rokometaš, * 1. november 1969.
Leta 2000 je na poletnih olimpijskih igrah v Sydneyju v sestavi ruske reprezentance osvojil zlato olimpijsko medaljo, čez štiri leta pa še bronasto medaljo.